# Ronald
Ronald er et mandsnavn, afledet af norrønt Ragnvaldr, sammensat af regin (= råd, afgørelse) og valdr (= hersker). Navnet vandt udbredelse i Skotland ved skandinavisk bosætning. I 1900-tallet blev navnet udbredt i den engelsktalende verden. I 1990 kom det på 21.plads i USA, hvor op mod 1,1 million (0,73 %) hed Ronald.
På fransk kendes det i formen Renault, på tysk som Reinhold.
Særlig kendt er Harald Hårfagres forbundsfælle Ragnvald Mørejarl. 